# Éparchie Saint-Vladimir-le-Grand de Paris des Ukrainiens
L'éparchie Saint-Vladimir-le-Grand est une juridiction de l'Église catholique pour les fidèles de rite ukrainien en France, au Benelux et en Suisse.

## Histoire
L'exarchat apostolique de France des Ukrainiens est créé le 22 juillet 1960. Le 19 janvier 2013, il est élevé au rang d'éparchie sous le vocable de saint Vladimir le Grand, du nom de la cathédrale grecque-catholique ukrainienne de Paris (située rue des Saints-Pères).
Sa juridiction s'étend à la France mais également à la Suisse et aux pays du Benelux.

## Liste des ordinaires

### Exarques apostoliques
- Volodymyr Malanczuk (uk) (1960-1982)
- Michel Hrynchyshyn C.SS.R (1982-2012)
- Borys Gudziak (2012-2019) (promu éparque), également évêque titulaire de Carcabia (de)
  - depuis le 18 février 2019 : Hlib Lonchyna, éparque émérite de Londres, administrateur apostolique[1].